# Texicali
Texicali — мини-альбом американской рок-группы ZZ Top, вышедший в 2012 году в преддверии выхода альбома La Futura

## Об альбоме
Название альбома представляет собой искусственно образованное слово, по аналогии с названием мексиканского города Mexicali, расположенного на границе Мексики и США. Название города образовано из слов México и California. Texicali соответственно образовано из слов Texas и California. Очевидно, что таким образом группа подчёркивала, что альбом La Futura записывался в двух штатах: в Калифорнии (Лос-Анджелес), где наброски к альбому прослушивал продюсер Рик Рубин и Техасе, где записывались окончательные версии песен.
На альбом вошли первые четыре песни с готовящегося к выходу альбома La Futura. Альбом никогда не выпускался на физических носителях, и был доступен только в iTunes Store и иных интернет-медиа.
Критики сошлись во мнении, что тизер к альбому выглядит очень многообещающим: «одного прослушивания достаточно, чтобы Texicali заставил вас ждать нового альбома», «четырьмя быстрыми дозами чистого техасского блюза, им удалось убедить слушателей в том, что группа, давно относящаяся к категории „сбитых лётчиков“, способна создать новую музыку в 2012 году».

## Список композиций
| №  | Название            | Перевод названия       | Длительность |
| -- | ------------------- | ---------------------- | ------------ |
| 1. | «I Gotsta Get Paid» | «Мне должны заплатить» |              |
| 2. | «Chartreuse»        | «Шартрёз»              |              |
| 3. | «Consumption»       | «Приём внутрь»         |              |
| 4. | «Over You»          | «Забыть тебя»          |              |

## Состав
- Билли Гиббонс — вокал, гитара
- Дасти Хилл — бас-гитара
- Фрэнк Бирд — ударные